# Software gratis
El término software gratis (en inglés, freeware, abreviatura de free software; a veces confundido erróneamente con «software libre», sobre todo en el contexto anglófono, por la ambigüedad del término en inglés) define un tipo de software que se distribuye sin costo, disponible para su uso, pero que mantiene restricciones en su copyright, por lo que no se puede modificar o vender o utilizar libremente como ocurre con el software libre. Se trata de una variante gratuita del shareware, que tiene como meta lograr que un usuario pruebe el software durante un tiempo limitado y si le satisface, pague por él habilitando toda su funcionalidad. Mientras, el freeware se ofrece de manera gratuita con funcionalidad completa, aunque a veces se piden donativos o se trata de versiones reducidas de programas de pago como medio para darse a conocer.
El freeware suele incluir una licencia de uso comercial, que permite su redistribución pero con algunas restricciones, como no modificar la aplicación en sí ni venderla, y dar cuenta de su autor. También puede desautorizar el uso en una compañía con fines comerciales o en una entidad gubernamental, o bien requerir pagos si se le va a dar uso comercial. Hay que tener en cuenta que aunque se trate de software gratuito, mantiene el copyright, por lo que solo puede usarse según lo establecido en su licencia.

## Breve reseña
El término fue acuñado en 1982 por Andrew Fluegelman, que quería distribuir un programa que había escrito, llamado PC-Talk, pero con el que no deseaba usar métodos tradicionales de distribución de software. Fluegelman registró el término freeware, pero esos derechos de autor ya han sido abandonados. De hecho, el método que usó para distribuir PC-Talk hoy se denominaría shareware.
Algunos desarrolladores distribuyen versiones freeware de sus productos para obtener un número de seguidores que puedan estar dispuestos a pagar por una versión más o menos completa, o porque es una edición obsoleta de un programa.
Otros lo hacen porque no consideran que ese programa pueda generar una ganancia económica, o porque creen en el valor de ofrecer algo gratis.

## Diferencia consoftware librey con dominio público
Es frecuente confundir la licencia freeware como una licencia sin ningún tipo de restricciones o sin copyright (es decir, con el dominio público). Pero el freeware presupone no solo una licencia de copyright sino restricciones diversas. Es decir, la licencia freeware puede permitir solo el uso no comercial del producto (muy habitual), uso académico, uso comercial o combinación de ellos. 
Es frecuente, sobre todo en el ámbito anglosajón, confundir el freeware con el software libre (free software en inglés). No tienen nada que ver, pues el concepto de software libre (u open source) no se refiere al precio (o a su ausencia), sino a las libertades que otorga a sus usuarios. El software libre (u open source) debe cumplir simultáneamente cuatro libertades en su licencia de copyright (libre uso, libre copia, libre modificación --lo cual requiere disponer del código fuente-- y libre redistribución, incluida venta). Cualquier cláusula de una licencia que obligue a que el software sea gratuito (y por tanto no pueda redistribuirse a cambio de un precio) lo invalida automáticamente como software libre. Lo mismo sucede si impide su modificación o limita su redistribución o su uso.
Finalmente, puede existir confusión entre versiones Lite (Crippleware) y freeware, ya que ambas son gratuitas: las versiones Lite son versiones básicas de un producto más completo (de pago), y se ofrecen gratuitamente a modo de prueba para conocer las funcionalidades del software. La diferencia con freeware es que esta última licencia suele ofrecer la funcionalidad completa del programa.